# 実語教
実語教（じつごきょう）は、平安時代末期から明治初期にかけて普及していた庶民のための教訓を中心とした初等教科書である。

## 概要
『下学集』（文安元年（1444年）成立）の序文に、『童子教』とともに童蒙学習書の筆頭に挙げられている。『図書寮本類聚名義抄』（康和4年（1103年）までに成立）に載っているので、それ以前に成立したとみられる。長門本「平家物語」巻8、無住の「雑談集」に見えるから鎌倉時代には流布していた。著者は不明であるが、その内容から仏教関係者であると推定され、江戸時代、寺子屋で習字本兼修身書として用いられた。

## 内容
| 本文 山高きが故に貴からず 樹有るを以て貴しとす 人肥えたるが故に貴からず 智有るを以て貴しとす 富は是一生の財 身滅すれば則ち共に滅す 智は是万代の財 命終われば則ち随って行く 玉磨かざれば光無し 光無きを石瓦とす 人学ばざれば智無し 智無きを愚人とす 倉の内の財は朽つること有り 身の内の才は朽つること無し 千両の金を積むといえども 一日の学にはしかず 兄弟常に合わず 慈悲を兄弟とす 財物永く存せず 才智を財物とす 四大日々に衰え 心神夜々に暗し 幼時勤学せざれば 老いて後恨み悔ゆといえども 尚所益有ること無し かるが故に書を読んで倦むことなかれ 学文に怠る時なかれ 眠りを除いて通夜に誦せよ 飢を忍んで終日習え 師に会うといえども学まざれば 徒に市人に向うが如し 習い読むよいえども復せざれば 只隣の財を計うるが如し 君子は智者を愛し 小人は福人を愛す 富貴の家に入るといえども 財無き人の爲には なお霜の下の花の如し 貧賤の門を出ずるといえども 智有る人の爲には あたかも泥中の蓮の如し 父母は天地の如く 師君は日月の如し 親族はたとえば葦の如し 夫妻はなお瓦の如し 父母には朝夕に孝せよ 師君には昼夜に仕えよ 友と交わりて争う事なかれ 己より兄には礼敬を尽くし 己より弟には愛顧を致せ 人として智無き者は 木石に異ならず 人として考無き者は 畜生に異ならず 三学の友に交らずんば 何ぞ七覚の林に遊ばん 四等の船に乗らずんば 誰か八苦の海を渡らん 八正道は広しといえども 十悪の人は往かず 無為の都は楽しむといえども 放逸の輩は遊ばず 老いたるを敬うは父母の如し 幼を愛するは子弟の如し 我他人を敬えば 他人また我を敬う 己人の親を敬えば 人また己が親を敬う 己が身を達せんと欲する者は 先ず他人を達せしめよ 他人の愁いを見ては 則ち自ら共に患うべし 他人の喜びを聞いては 則ち自ら共に悦ぶべし 善を見ては速やかに行え 悪を見てはたちまち避けよ 善を修する者は福を蒙る たとえば響きの音に応ずるが如し 悪を好む者は禍を招く あたかも身に影の随うが如し 富むといえども貧しきを 忘るることなかれ 貴しといえども賎しきを 忘るることなかれ あるいは始めは富みて終り貧しく あるいは先に貴くして後に賎し それ習い難く忘れ易きは 音声の浮才 また学び易く忘れ難きは 書筆の博芸 ただし食有れば法在り また身在れば命有り なお農業を忘れず 必ず学文を廃することなかれ かるが故に末代の学者 先ずこの書を案ずべし これ学問の始め 身終るまで忘失することなかれ | 読み やまたかきがゆえにたっとからず きあるをもってたっとしとす ひとこえたるがゆえにたっとからず ちあるをもってたっとしとす とみはこれいっしょうのたから みめっすればすなわちともにめっす ちはこればんだいのたから いのちおわればすなわちしたがってゆく たまみがかざればひかりなし ひかりなきをいしかわらとす ひとまなばざればちなし ちなきをぐにんとす くらのうちのざいはくつることあり みのうちのさいはくつることなし せんりょうのこがねをつむといえども いちにちのがくにはしかず きょうだいつねにあわず じひをきょうだいとす ざいもつながくそんせず さいちをざいもつとす しだいひびにおとろえ しんじんややにくらし いとけなきとききんがくせざれば おいてのちうらみくゆといえども なおしょえきあることなし かるがゆえにしょをよんでうむことなかれ がくもんにおこたるときなかれ ねむりをのぞいてつうやにじゅせよ うえをしのんでひねもすならえ しにあうといえどもまなばざれば いたずらにいちびとにむかうがごとし ならいよむといえどもふくせざれば ただとなりのたからをかぞうるがごとし くんしはちしゃをあいし しょうじんはふくじんをあいす ふうきのいえにいるといえども ざいなきひとのためには なおしものしたのはなのごとし ひんせんのかどをいずるといえども ちあるひとのためには あたかもでいちゅうのはちすのごとし ふぼはてんちのごとく しくんはじつげつのごとし しんぞくはたとえばあしのごとし ふさいはなおかわらのごとし ふぼにはちょうせきにこうせよ しくんにはちゅうやにつかえよ ともとまじわりてあらそうことなかれ おのれよりあににはれいけいをつくし おのれよりおとうとにはあいこをいたせ ひととしてちなきものは ぼくせきにことならず ひととしてこうなきものは ちくしょうにことならず さんがくのともにまじわらずんば なんぞしちがくのはやしにあそばん しとうのふねにのらずんば たれかはっくのうみをわたらん はっしょうどうはひろしといえども じゅうあくのひとはゆかず むいのみやこはたのしむといえども ほういつのともがらはあそばず おいたるをうやまうはふぼのごとし いとけなきをあいするはしていのごとし われたにんをうやまえば たにんわれをうやまう おのれひとのおやをうやまえば ひとまたおのれがおやをうやまう おのれがみをたっせんとほっするものは まずたにんをたっせしめよ たにんのうれいをみては すなわちみずからともにうれうべし たにんのよろこびをきいては すなわちみずからともによろこぶべし ぜんをみてはすみやかにおこなえ あくをみてはたちまちさけよ ぜんをしゅするものはふくをこうむる たとえばひびきのおとにおうずるがごとし あくをこのむものはわざわいをまねく あたかもみにかげのしたがうがごとし とむといえどもまずしきを わするることなかれ たっとしといえどもいやしきを わするることなかれ あるいははじめはとみておわりまずしく あるいはさきにたっとくしてのちにいやし それならいがたくわすれやすきは おんじょうのふさい またまなびやすくわすれがたきは しょひつのはくげい ただししょくあればほうあり またみあればいのちあり なおのうぎょうをわすれず かならずがくもんをはいすることなかれ かるがゆえにまつだいのがくしゃ まずこのしょをあんずべし これがくもんのはじめ みおわるまでぼうしつすることなかれ | 意味 山は高いから立派なわけではない 樹がしっかり育っている山が立派 金持ちだから立派なわけではない 智恵のある人が立派な人 お金は死ぬまで大切なものですが 生きている間だけのものです 智恵は財として人の名と共に残り 子供や孫の時代までずっと続いていきます 宝石も掘り出して磨かなければ光りません 輝かなければ石と瓦と同じです 学ばなければ智恵を持つことはできません 智恵を持ってない人を愚人と言う 財産は貧しくなると無くなります 学んで得た智恵はなくなることはない 山のようにお金を積んだとしても 一日の知恵の学びには及ばない 兄弟姉妹は利己心が強いと仲が悪くなる 思いやりの心を持つことで仲が良くなります 財産は使ったらなくなることがあります ですが学んで得た智恵は減ることはない 年をとると体は日に日に衰えていき 精神も元気がなくなり弱くなっていく 子供の頃に智恵を学ばないで 大人になってから後悔したりしても その時にはすでに遅いのです 本を読むことを飽きて止めてはいけない 智恵の学びを怠けてはいけない 夜も寝るのを我慢して読みなさい 空腹を我慢して勉強を続けなさい 教え導く先生に出会えても黙っていれば ただ街の人と出会っているようなもの 一度読んだ本でも繰り返し読まなければ 他人の家の財宝を数えるようなもの 慈悲の心の強い人は智恵を持つ人を愛し 利己心の強い人は金持ちを好む 金と地位のある家の家族になっても 智恵を働かさず役割を果たさない人は お金も地位もなくなってしまう 貧しく地位も高くない家に生まれても 学んで智恵ある人になれば やがてお金も手に入り地位も高くなる 父母はあなたを育ててくれた大切な方です 先生はあなたを教え導く大切な方です 親族は大勢いても智恵の先生とは限らない 父母、先生をより大切にしなくてはならない 父母から朝に晩に考の心で教えを学びなさい 先生から昼も夜も教えを学びなさい 友達とは喧嘩をしないでください 年上の方には敬の心を持ちなさい 年下の方にはいたわってください 智恵を持たない人は 情のない木や石と何にも変わりません 親を敬い大切にできない人は 恩を知らない動物と同じです 三学を心がけていないと 七覚を思うように行えません 四等を持たなければ 八苦のある人生を豊かに過ごせない 八正道は誰でも実行できるのに 十悪の人は決して行わない 豊かな人生を過ごすことができるのに 学ばない者は幸福の人生を過ごせない 老人を父母と同じように敬い接しなさい 幼児を弟妹と同じように可愛がり接しなさい 自分が他人を敬えば その人は自分を敬ってくれます 自分が他人の親を敬えば その人は自分の親を敬ってくれます 自分が立派な人になろうと思ったら 周りの人が立派になるようにしてあげなさい 思うようにならず苦しむ人を見たら からかわずに同情してあげなさい 幸せに他人が喜ぶのを見たら 妬んだりせずに同情してあげなさい 善行を見たら積極的に行いなさい 悪行を見たら絶対に真似しないでください 善行をする人には幸福が訪れます 音が山に跳ね返され戻ってくるのと同じです 悪行をする人は禍を招いてしまいます いつも付きまとう影と同じです 裕福になったとしても 貧しさを知り貧しい人にならないでください 貴くなったとしても 賎しさを知り賎しい人にならないでください 裕福でも学ばなければ貧しい人となる 貴人でも学ばなければ賎しい人となる 音楽は習うのが難しくて忘れやすい 人生を楽しくしてくれますが役には立たない 読み書きは学びやすくて忘れにくい それは長い人生でとても重要です 食べ物から智恵があることに気が付きなさい 食が体を養うように智恵は命を養います 体を養う農業を忘れないでください 命を養う学問を忘れないでください これから学び始めようとする人は 実語教をまずは読み思いめぐらせなさい これが智恵の学びの始めとなります 一生終えるまで忘れてはいけません |

三学（善い行い、乱れない心、智恵を学び本当のことに気づく）
七学（気づく、心が見える、努力、喜びを感じる、落ち着く、意識を留める、動じない）
四等（楽しみを与え共に喜ぶ心、苦しみを抜き去り共に悲しむ心、共に喜ぶ優しい心、平等に見る優しい心）
八苦（生まれる苦、老いる苦、病気の苦、死の苦、好きな人と別れる苦、嫌いな人と会う苦、欲しいものが買えない苦、不安の中で生きる苦）
八正道（正しく見る、思う、話す、振舞う、働く、努力する、心を集中する、気づく）
十悪（酷い行いをする、不正な行いをする、淫らな行いをする、真実に反する言葉を言う、人の悪い噂をす、悪口を言う、嘘をつく、欲張る、怒る感情を持つ、愚かな見解を持つ）